# Micaela Almonester

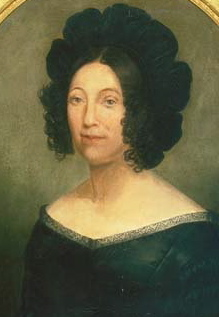
Micaela Almonester, Baronesa de Pontalba.

Micaela Leonarda Antonia Almonester y Rojas, baronesa de Pontalba (6 de noviembre de 1795 - 20 de abril de 1874) fue una acaudalada aristócrata nacida en Nueva Orleans y una de las personalidades más dinámicas de la historia de esa ciudad.
Era hija de Andrés Almonaster y Rojas, funcionario español en la colonia de Luisiana, residente en Nueva Orleans que, a su muerte en 1798, le dejó una gran fortuna. Su madre era Marie Louise de la Ronde (1758-1825 o 1829), perteneciente a una familia de la nobleza francesa asentada en La Luisiana. De acuerdo con la tradición criolla, en 1811 contrajo matrimonio concertado con su primo francés, Xavier Célestin ("Tintin") Delfau de Pontalba (1791-1878), y marcharon a Francia. La relación con su marido no fue buena.
Volvió a América sin el permiso de Celestín y se dedicó a viajar por los EE. UU. Tuvo el honor de ser invitada del presidente en Andrew Jackson en la Casa Blanca (1830). Ambos se conocieron en la Guerra de 1812, cuando Jackson luchó contra los ingleses en la plantación familiar de Chalmette . A su vuelta a Europa, fue acusada por su suegro de abandono de familia. El barón Pontalba decidió recluirla, como si fuese una prisionera, en el castillo familiar de Pontalba, en Mont-l'Évêque, cerca de Senlis.  Pontalba estaba enfrentado a Micaela y su familia desde un comienzo por el asunto de la dote que ésta aportó al matrimonio. Las cosas se pusieron tan mal que en 1834 el barón disparó a Micaela  cuatro veces a quemarropa, con una pistola de duelo, para suicidarse después (tenía ochenta años). Ella sobrevivió al ataque, aunque sufrió secuelas de por vida. Celestin, sucedió a su padre como barón y Micaela se convirtió en la baronesa de Pontalba. Al poco (1835?), la baronesa Pontalba obtuvo la separación legal de su marido, aunque nunca se divorciaron, y la restitución de sus propiedades.
Volvió en varias ocasiones a Nueva Orleans. Fue la responsable del proyecto y construcción de los edificios Pontalba en la antigua Plaza de Armas española, el centro del Barrio Francés. De Micaela fue la iniciativa para cambiar el nombre de la plaza de Armas, que pasó a llamarse Jackson Square en honor del Presidente Jackson (1767-1845). En 1855, se construyó el Hôtel de Pontalba en París, diseñado por el arquitecto Louis Visconti, donde vivió hasta su muerte en 1874. El antiguo hotel Pontalba pertenecía en 1876 al barón Edmond de Rothschild. Adquirido en 1948 por los EE. UU. desde 1971 es residencia del embajador americano en Francia. 
Su interesante vida se ha reflejado en una obra de teatro de Diana E.H. Shortes titulada The Baroness Undressed, basada en la biografía de Christina Vella, Intimate Enemies: The Two Worlds of the Baroness Pontalba; en varias novelas y hasta en una ópera, Pontalba: a Louisiana Legacy, compuesta por Thea Musgrave.